# Handebol de praia nos Jogos Olímpicos de Verão da Juventude de 2018
As competições de handebol de praia nos Jogos Olímpicos de Verão da Juventude de 2018 ocorreram entre 8 e 13 de outubro em um total de dois eventos. As competições aconteceram na Arena de Handebol de Praia localizada no Parque Tecnópolis, em Buenos Aires, Argentina.
Para essa edição dos Jogos Olímpicos da Juventude optou-se pela inclusão do handebol de praia, ao invés do handebol de quadra disputado nas duas edições iniciais. Doze equipes de cada gênero participaram dos torneios masculino e feminino.

## Calendário
| Outubro           | 6 | 7 | 8 | 9 | 10 | 11 | 12 | 13 | 14 | 15 | 16 | 17 | 18 |
| ----------------- | - | - | - | - | -- | -- | -- | -- | -- | -- | -- | -- | -- |
| Handebol de praia |   |   |   |   |    |    |    | 2  |    |    |    |    |    |

|  | Dia de competição |  | Dia de final |

## Qualificação
Cada Comitê Olímpico Nacional poderia classificar no máximo uma equipe por gênero em um dos seguintes esportes coletivos: handebol de praia, futsal, hóquei sobre a grama e rugby sevens), com exceção do país sede que poderia inscrever uma equipe em cada um desses esportes. No handebol de praia cada equipe deveria contar com 10 atletas em sua composição.
Masculino
| Evento                                | Datas                  | Local    | Total de vagas | Classificado                         |
| ------------------------------------- | ---------------------- | -------- | -------------- | ------------------------------------ |
| País sede                             | –                      | –        | 1              | ARG Argentina                        |
| Campeonato Mundial Juvenil (África)   | 11–16 de julho de 2017 | Maurício | 1              | MRI Maurício                         |
| Campeonato Mundial Juvenil (Américas) | 11–16 de julho de 2017 | Maurício | 2              | VEN Venezuela PAR Paraguai           |
| Campeonato Mundial Juvenil (Ásia)     | 11–16 de julho de 2017 | Maurício | 2              | TPE Taipé Chinês THA Tailândia       |
| Campeonato Mundial Juvenil (Europa)   | 11–16 de julho de 2017 | Maurício | 3              | ESP Espanha ITA Itália POR PortugalA |
| Campeonato Mundial Juvenil (Oceania)  | 11–16 de julho de 2017 | Maurício | 1 0            | —B                                   |
| Realocação                            | —                      | —        | 3              | URU Uruguai HUN Hungria CRO Croácia  |
| Total                                 | Total                  | Total    | 12             |                                      |

↑A  Originalmente a vaga foi obtida pela Rússia, mas o CON optou por competir no futsal.
↑B  Originalmente a vaga foi obtida pela Austrália, mas o CON optou por competir no hóquei sobre a grama. A Oceania declinou da vaga e esta foi realocada.
Feminino
| Evento                                | Datas                  | Local    | Total de vagas | Classificado                               |
| ------------------------------------- | ---------------------- | -------- | -------------- | ------------------------------------------ |
| País sede                             | –                      | –        | 1              | ARG Argentina                              |
| Campeonato Mundial Juvenil (África)   | 11–16 de julho de 2017 | Maurício | 1              | MRI Maurício                               |
| Campeonato Mundial Juvenil (Américas) | 11–16 de julho de 2017 | Maurício | 2              | VEN Venezuela PAR Paraguai                 |
| Campeonato Mundial Juvenil (Ásia)     | 11–16 de julho de 2017 | Maurício | 2              | TPE Taipé ChinêsC HKG Hong KongC           |
| Campeonato Mundial Juvenil (Europa)   | 11–16 de julho de 2017 | Maurício | 3              | HUN Hungria NED Países Baixos CRO CroáciaD |
| Campeonato Mundial Juvenil (Oceania)  | 11–16 de julho de 2017 | Maurício | 1              | ASA Samoa Americana                        |
| Realocação                            | —                      | —        | 2              | RUS Rússia TUR Turquia                     |
| Total                                 | Total                  | Total    | 12             |                                            |

↑C  Tailândia e China originalmente obtiveram as vagas, mas a Tailândia optou por competir no futsal e a China no hóquei sobre a grama.
↑D  Originalmente a vaga foi obtida por Portugal, mas o CON optou por competir no futsal.

## Medalhistas
| Evento             | Ouro | Prata | Bronze |
| ------------------ | --- | --- | --- |
| Masculino detalhes | Domingo Luis David Martínez Rodríguez Carlos González Villegas Sergio Venegas Pau Ferré Guillermo García-Cabañas Adrián Bandera Sergio Pérez Manzanares Pedro Rodríguez Serrano ESP Espanha | Nuno Brito André Sousa Nuno Almeida Rafael Paulo Salvador Salvador Diogo Ferreira Miguel Neves João Gonçalves André Silva POR Portugal | Nahuel Baptista José Basualdo Francisco Daudinot Nicolás Dieguez Elian Jesús Goux Nicolás Millet Alejo Novillo Tomás Paez Alarcón Julián Santos ARG Argentina |
| Feminino detalhes  | Lucila Balsas Caterina Benedetti Gorga Fiorella Corimberto Belén Aizen Carolina Ponce Zoe Turnes Gisella Bonomi Jimena Riadigos Rosario Soto ARG Argentina                                  | Petra Lovrenčević Saša Sladić Nika Vojnović Anja Vida Lukšić Rea Banić Mia Tupek Vanja Perenčević Mia Bošnjak Ana Malec CRO Croácia    | Gréta Hadfi Csenge Braun Sára Léránt Klaudia Pintér Rebeka Benzsay Dalma Mátéfi Dorottya Gajdos Réka Király Gabriella Landi HUN Hungria                       |

## Quadro de medalhas
| Ordem | País          | Medalha de ouro | Medalha de prata | Medalha de bronze |   |
| ----- | ------------- | --------------- | ---------------- | ----------------- | - |
| 1     | ARG Argentina | 1               |                  | 1                 | 2 |
| 2     | ESP Espanha   | 1               |                  |                   | 1 |
| 3     | CRO Croácia   |                 | 1                |                   | 1 |
|       | POR Portugal  |                 | 1                |                   | 1 |
| 5     | HUN Hungria   |                 |                  | 1                 | 1 |
| TOTAL | TOTAL         | 2               | 2                | 2                 | 6 |